# Michael Griffin
Michael Douglas Griffin (Aberdeen, 1 de Novembro de 1949) é um físico e engenheiro aeroespacial estadunidense. Foi administrador da NASA de 14 de abril de 2005 até 20 de janeiro de 2009.